# Top of the Pops
Pour les articles homonymes, voir TOTP.
Top of the Pops est une émission télévisée britannique hebdomadaire musicale fondée en 1964 et diffusée jusqu'en 2006 sur la chaîne BBC One, et après sur BBC Two et BBC Prime, créée sur base du hit-parade (charts) britannique.
Cette émission, largement inspirée par American Bandstand, fut extrêmement populaire et reste l'émission musicale qui a duré le plus longtemps dans l'histoire de la télévision britannique. Son premier et dernier présentateur a été Jimmy Savile. Après la découverte des très nombreux abus sexuels commis par ce dernier, la BBC a annoncé qu'elle ne rediffuserait plus les épisodes qu'il avait présentés.
En 2002, Liz Bonnin co-présente l'émission.
En France l'émission originale a été diffusée les 15 mars 1986 et 1er juin 1986 sur Antenne 2. Quelques autres émissions originales diffusées en 1989 sur M6.
Elle a été adaptée et diffusée du 8 janvier 2003, au 28 juin 2006 présentée par Ness sur France 2.
L'émission a eu quelques déclinaisons dans d'autres pays dont l'Allemagne et les Pays-Bas. Le principe de l'émission était de présenter un palmarès des chansons les plus populaires du moment, et invitait les artistes à les interpréter.
La dernière émission est diffusée le 30 juillet 2006 au Royaume-Uni, en septembre 2006 en France ainsi qu'en Italie, et en décembre 2006 aux Pays-Bas.